# 마틴 게이벨

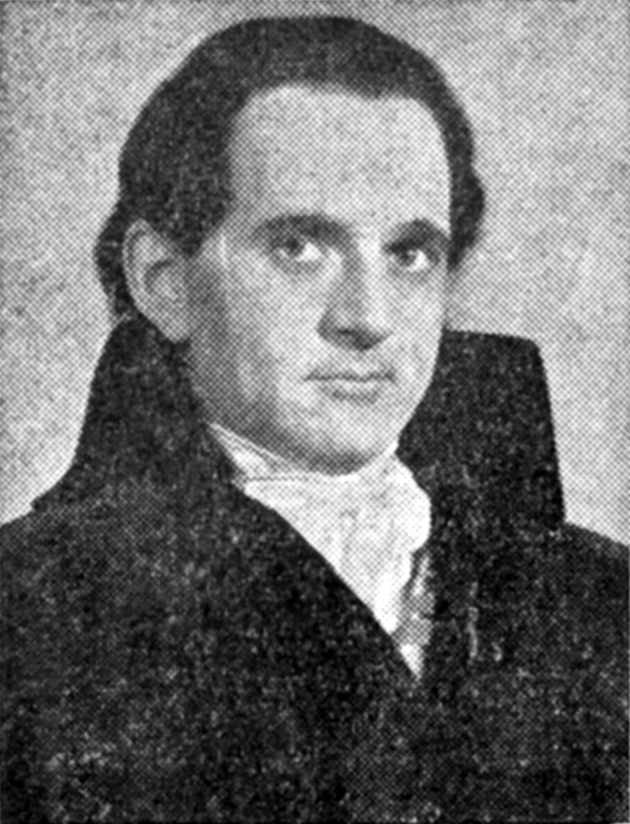

마틴 게이벨(Martin Gabel, 1912년 6월 19일 ~ 1986년 5월 22일)은 미국의 연극 배우, 영화배우, 텔레비전 배우, 영화 프로듀서이다.
필라델피아에서 태어났으며 뉴욕에서 사망하였다. 사인은 심근 경색이다.

## 영화
- 죽음의 그림자 (1980년)
- 특종 기사 (1974년)
- 크루키드 맨 (1970년)
- 벽 속의 여자 (1968년)
- 로드 러브 어 덕 (1966년)
- 마니 (1964년)
- 서부의 파라딘 (1957년)
- 제임스 딘 이야기 (1957년)
- 데드라인 - U.S.A. (1952년)
- 도둑 (1952년)
- 14시간 (1951년)
- 엠 (1951년)
- 스매쉬업 (1947년)